# Ту-130
Ту-130 (ДП — дальний планирующий) — ударный беспилотный летательный аппарат разработанный в ОКБ Туполева.

## История разработки
С 1957 в туполевском КБ начались работы по созданию ударного беспилотного планирующего самолёта «ДП». Он представлял из себя последнюю ступень стратегической ракеты. В качестве носителя предполагалось использовать баллистические ракеты среднего радиуса действия (Р-5, Р-12). Кроме этого, рассматривался вариант использования ракеты-носителя собственной разработки.
Ракета-носитель поднимала ДП на высоту 80-100 км, после чего он отделялся от носителя и переходил в планирующий полёт. Затем проводилась коррекция траектории. Цель могла находиться на расстоянии до 4000 км, а скорость ДП достигала 10 Мах. Коррекция траектории производилась аэродинамическими рулями. Силовая установка на борту отсутствовала. Для питания бортового оборудования использовались химические источники тока и баллоны со сжатым воздухом. Для охлаждения оборудования и термоядерного заряда использовалась бортовая система охлаждения. Конструкция планера не предусматривала системы охлаждения, поэтому все напряжения, которые должны были возникнуть в полёте, должны были быть учтены при проектировании. На конечном этапе полёта аппарат переводился в пикирование на цель и по сигналу высотомера происходил подрыв боеголовки.
Достоинством такой конструкции перед стратегическими ракетами первого поколения была более высокая точность при более простой системе наведения и обеспечение сложной траектории полета к цели, что затрудняло действия средств ПРО и ПВО.
Для реализации проекта два года велись интенсивные работы, разрабатывались новые материалы и технологии, исследовались вопросы аэродинамики, создавались и изучались натурные модели. Было построено несколько экспериментальных летательных аппаратов для проверки основных идей. Программа работ по проекту получила название Ту-130.
Были исследованы различные аэродинамические схемы: симметричная, несимметричная, бесхвостка, утка и другие. Была построена серия моделей, прошедших продувки в аэродинамических трубах ЦАГИ, в том числе и на сверхзвуковых скоростях. В лётно-исследовательском институте имени М. М. Громова прошли испытания, на которых с Ту-16ЛЛ сбрасывались модели ДП с твердотопливными ускорителями. Также производились отстрелы моделей артиллерийскими орудиями и газодинамическими пушками. В ходе испытаний были достигнуты скорости до 6 М.
В 1959 году началось проектирование ДП. Была выбрана аэродинамическая схема бесхвостка. Клиновидный фюзеляж имел полуэллиптическое сечение с тупой носовой частью. Низкорасположенное треугольное крыло было небольшой площади со стреловидностью по передней кромке 75° и элевонами по всему размаху. Вертикальное оперение состояло из верхнего и нижнего килей в задней части фюзеляжа. На обеих половинах киля устанавливались тормозные щитки. Крыло и органы управления имели клиновидный профиль. Из-за аэродинамического нагрева нос аппарата и передние кромки несущих и рулевых поверхностей изготавливались из графита. Планер изготавливался из нержавеющей стали.
Была заложена серия из пяти экспериментальных самолётов. В 1960 году был изготовлен первый самолёт. Однако, при всех успехах КБ, работы были прекращены по Постановлению Совета Министров СССР. Уже построенные самолёты были частью утилизированы, а частью переданы в КБ Владимира Челомея. Наработанные в ходе работ исследовательские и конструкторские материалы использовались в следующей работе КБ Туполева — пилотируемом ракетоплане «Звезда».

## Лётно-технические характеристики
Источник данных: «Уголок неба»

Технические характеристики
- Длина: 8,80 м
- Размах крыла: 2,80 м
- Высота: 2,20 м
- Масса пустого: 2050 кг

Лётные характеристики
- Максимальная скорость: 10 М
- Практическая дальность: 4000 км
- Динамический потолок: 100 км